# Miguel Malvar

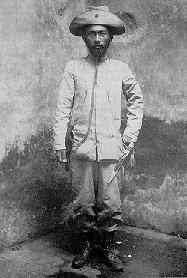
Malvar com 34 anos de idade.

Miguel Malvar y Carpio (27 de setembro de 1865 - 13 de outubro de 1911) foi um general filipino que atuou durante a Revolução Filipina e, posteriormente, durante a Guerra Filipino-Americana. Assumiu o comando das forças revolucionárias das Filipinas durante o último conflito, após a rendição de Emilio Aguinaldo aos estadunidenses em 1901. Segundo alguns historiadores, ele poderia ser listado como um dos presidentes das Filipinas, mas atualmente não é reconhecido como tal pelo governo filipino.